# Carlos María Collazzi Irazábal
Carlos María Collazzi Irazábal SDB (Rosário, 20 de setembro de 1947) é um clérigo religioso uruguaio e bispo católico romano emérito de Mercedes.
Carlos María Collazzi Irazábal entrou na ordem dos Salesianos de Dom Bosco e recebeu o sacramento da ordenação em 4 de outubro de 1980.
Em 14 de fevereiro de 1995, o Papa João Paulo II nomeou-o Bispo de Mercedes. O bispo emérito de Mercedes, Andrés María Rubio Garcia SDB, ordenou-o bispo em 26 de março do mesmo ano; Os co-consagradores foram o Bispo de Canelones, Orlando Romero Cabrera, e o Bispo da Flórida, Raúl Horacio Scarrone Carrero.
Em 26 de setembro de 2023, o Papa Francisco aceitou a sua renúncia por idade.